# Mount Acton
Mount Acton – najwyższy szczyt Welch Mountains na Ziemi Palmera na Antarktydzie, o wysokości około 3015 m n.p.m.
Został sfotografowany podczas lotów zwiadowczych w latach 1966–1969. Jego mapę sporządził United States Geological Survey w 1974 roku. Szczyt został nazwany na cześć oficera armii amerykańskiej Williama Actona, który służył w U.S. Naval Support Force wspierającej działania amerykańskie na Antarktydzie. 